# Jean-Louis Bouquet
Jean-Luis Bouquet (Parigi, 26 agosto 1898 – Issy-les-Moulineaux, 22 luglio 1978) è stato uno scrittore e regista francese.
Le sue opere riguardano soprattutto la cosiddetta "narrativa fantastica"; conobbe buona fama nel secondo dopoguerra.

## Opere

### Romanzi
- Le dock des suicidés (1978)

### Raccolte
- Le visage de feu (1951)
- Aux portes des ténèbres (1956)
- Les filles de la nuit (1956-1978)
- Irène fille fauve (1978)
- L'ombre du vampire (1978)
- Mondes noirs (1980)
- Les filles de la nuit (1998)

### Racconti
- Irène fille fauve (1943)
- L'ombre du vampire (1943)
- La reine des ténèbres (1943)
- Le fantôme du parc Monceau (1943)
- Le mystère Skanikoff (1943)
- La fontaine de Joyeuse (1949)
- Alastor, ou le visage de feu (1951)
- Alouqa ou la comédie des morts (1951)
- Alouqa, ou la comédie des morts (1951)
- Asmodaï, ou Le piège aux âmes (1951)
- Assirata, ou Le miroir enchanté (1951)
- La preuve (1954)
- Les filles de la nuit (1954)
- Caacrinolaas (1955)
- Laurine ou La clef d'argent (1955)
- Laurine ou la clé d'argent (1955)
- La figure d'argile (1956)
- Les pénitentes de la Merci (1956)
- La recluse de Cimiez (1978)
- Naamâ, ou la dive incestueuse (1978)
- Carrefour des désirs (?)
- L'étrange Madame Enfant (?)
- La belle à la toque verte (?)
- La comédie des morts (?)